# Anarmodia inflexalis
Anarmodia inflexalis là một loài bướm đêm trong họ Crambidae.